# Dimitri Borovik
Dimitri Borovik (ur. 21 stycznia 1974 w Tallinnie) – estoński biathlonista.
Najwyższe miejsce w klasyfikacji generalnej pucharu świata w biathlonie zajął w sezonie 2002/2003 – była to 49. pozycja.
Swój ostatni biathlonowy występ zanotował 23 marca 2006 podczas Pucharu Świata w Oslo.

## Osiągnięcia

### Igrzyska olimpijskie
| Rok  | Miejscowość    | Konkurencje | Konkurencje | Konkurencje | Konkurencje | Konkurencje | Konkurencje | Konkurencje |
| Rok  | Miejscowość    | IN          | SP          | PU          | MS          | RL          | MR          | SR          |
| ---- | -------------- | ----------- | ----------- | ----------- | ----------- | ----------- | ----------- | ----------- |
| 1998 | Nagano         | 31.         | 18.         | nd.         | nd.         | 13.         | nd.         | –           |
| 2002 | Salt Lake City | 56.         | 30.         | 26.         | nd.         | 11.         | nd.         | –           |
| 2006 | Turyn          | 70.         | 73.         | –           | –           | 15.         | nd.         | –           |

### Mistrzostwa świata
| Rok  | Miejscowość         | Konkurencje | Konkurencje | Konkurencje | Konkurencje | Konkurencje | Konkurencje | Konkurencje | Konkurencje |
| Rok  | Miejscowość         | IN          | SP          | PU          | MS          | RL          | MR          | SR          | DR          |
| ---- | ------------------- | ----------- | ----------- | ----------- | ----------- | ----------- | ----------- | ----------- | ----------- |
| 1995 | Rasen-Antholz       | 70.         | 82.         | nd.         | nd.         | 18.         | nd.         | –           | {{{11}}}.   |
| 1996 | Ruhpolding          | 58.         | 49.         | nd.         | nd.         | 17.         | nd.         | –           | {{{11}}}.   |
| 1997 | Osrblie             | 31.         | 22.         | 37.         | nd.         | 9.          | nd.         | –           | {{{11}}}.   |
| 1998 | Hochfilzen/Pokljuka | nd.         | nd.         | 23.         | nd.         | nd.         | nd.         | –           | {{{11}}}.   |
| 1999 | Oslo                | 39.         | 63.         | –           | –           | 13.         | nd.         | nd.         | {{{11}}}.   |
| 2000 | Oslo/Lahti          | 37.         | 82.         | –           | –           | 13.         | nd.         | nd.         | {{{11}}}.   |
| 2001 | Pokljuka            | 43.         | 81.         | –           | –           | 15.         | nd.         | nd.         | {{{11}}}.   |
| 2003 | Chanty-Mansyjsk     | 17.         | 36.         | 18.         | 27.         | 9.          | nd.         | nd.         | {{{11}}}.   |
| 2004 | Oberhof             | 58.         | 29.         | LAP         | –           | 14.         | nd.         | nd.         | {{{11}}}.   |
| 2005 | Hochfilzen          | 65.         | 93.         | –           | –           | 16.         | nd.         | nd.         | {{{11}}}.   |